# Essity (Colombia)
Essity Colombia es una filial colombiana de Essity, dedicada a la producción y distribución de productos de higiene y cuidado personal. con un amplio portafolio de productos que incluye papel higiénico, toallas de papel, servilletas, pañales, productos de higiene femenina y toallitas húmedas.

## Historia
Fue fundada en 1958 bajo la denominación de URIGO, empezó siendo una importadora de los productos de Scott Paper Company
En 1986, Scott de Colombia cambia su denominación a Productos Familia S.A.
En 2009, adquirió dos empresas en Argentina.
En 2018, Familia adquirió el 100% de las acciones de la peruana Productos Sancela que también tiene presencia en Bolivia.
El 22 de abril de 2021, la multinacional sueca Essity compra el 94% de las acciones de Familia.
El 2 de mayo de 2025 anunció su cambio de denominación de Productos familia a Essity Colombia.

## Portafolio

### Pequeñín
Es una marca de productos para bebés, como pañales o toallitas húmedas. En 2023 representó el 14,5% del mercado de pañales. por detrás de Winny 54,6% y Huggies 17,5%.

### Nosotras
Es una marca que ofrece productos para la higiene íntima femenina, como toallas sanitarias, tampones y protectores diarios. En 2022 representó el 60% del mercado en Colombia.

### TENA
Es una marca que se especializa en pañales para adultos.

### Pomys
Es una marca que se especializa en productos de maquillaje, desmaquillaje y Agua micelar

### Pets
Es una marca que se especializa en productos y servicios para mascotas. Alimentos, Accesorios y Productos de higiene.